# Гран-при Монреаля 2011
2-й выпуск Гран-при Монреаля — шоссейной однодневной велогонки по дорогам канадского города Монреаль прошедшая 9 сентября 2011 года в рамках Мирового тура UCI 2011. Победу одержал португалец Руй Кошта из команды Movistar Team.

## Участники
К гонке были допущены по 8 спортсменов из 22 команд. Кроме 18 команд ProTeam приглашения получили французские «Cofidis, le Crédit en Ligne», «FDJ» и «Team Europcar», а также местная «SpiderTech-C10».
| UCI ProTeams (18)- Ag2r La Mondiale - Astana - BMC Racing Team - Euskaltel-Euskadi - Garmin-Cervélo - HTC-Highroad - Katusha - Lampre-ISD - Leopard-Trek - Liquigas-Cannondale - Movistar Team - Omega Pharma-Lotto - Quick Step Cycling Team - Rabobank - Team RadioShack - Saxo Bank-Sungard - Sky ProCycling - Vacansoleil-DCM UCI Professional Continental Teams (4)- Cofidis, le Crédit en Ligne - Team Europcar - FDJ - SpiderTech-C10 |
| |

## Маршрут
Дистанция состояла из 17 кругов вместо 16 годом ранее длиной 12,1 км каждый. Маршрут, пролегавший вокруг главного кампуса Монреальского университета включал три премиальных подъёма на которых разыгрывалась горная классификация гонки. Он хорошо подходил для горняков и панчеров, так как финиш гонки совпадал с вершиной последнего подъёма со средним градиентом 4%. В 500 метрах от финиша трасса делала резкий правый поворот на 180 градусов. Общий вертикальный подъём за гонку составлял 3893 метров.
| № | Название                 | Км от старта | Протяжённость (м) | Средний % |
| - | ------------------------ | ------------ | ----------------- | --------- |
| 1 | Côte Camilien-Houde      | 2            | 1800              | 8%        |
| 2 | Côte de la Polytechnique | 6            | 780               | 6%        |
|   | с участком               |              | 200               | 11%       |
| 3 | Avenue du Parc           | 11           | 560               | 4%        |

## Ход гонки

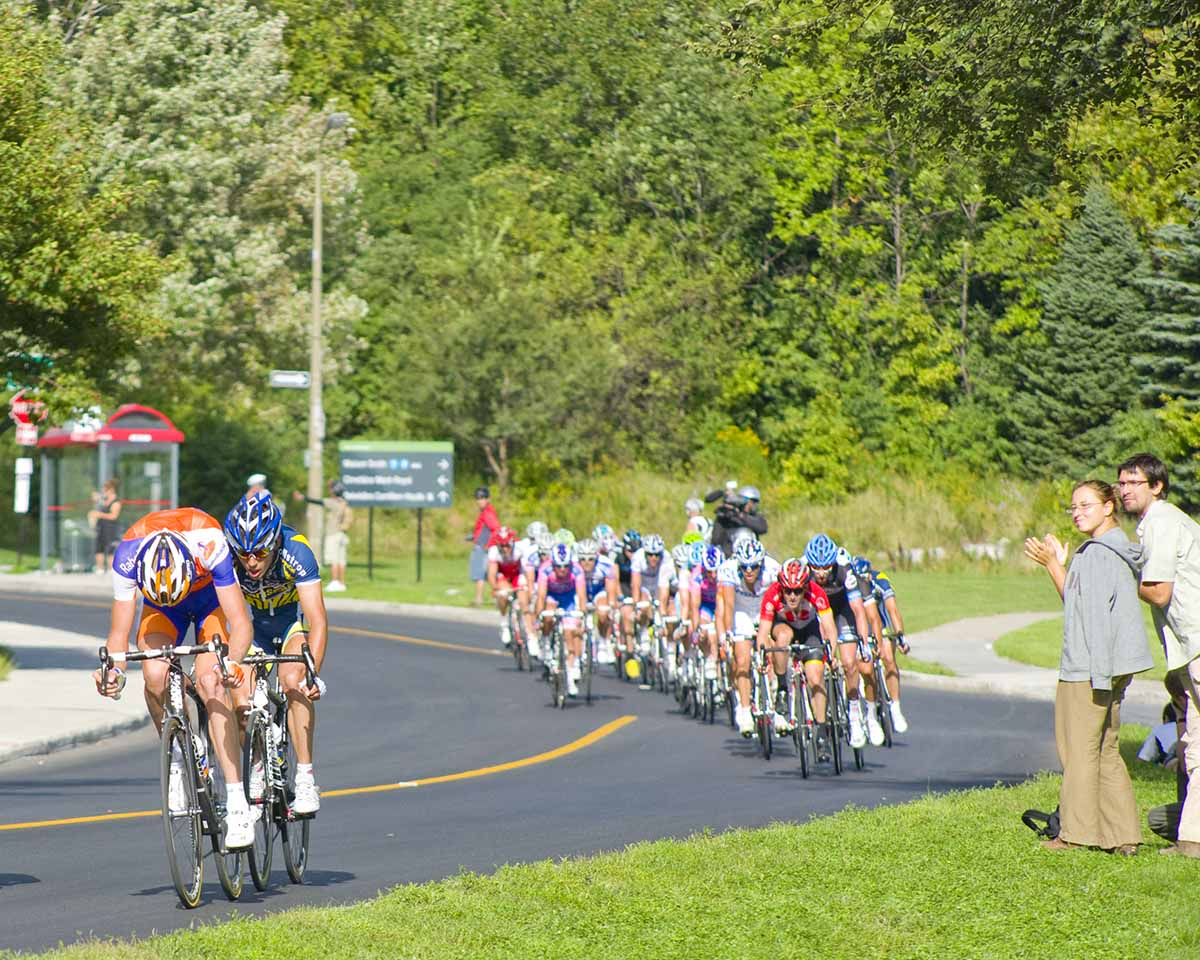
Роберт Гесинк пытается оторваться в начале последнего круга

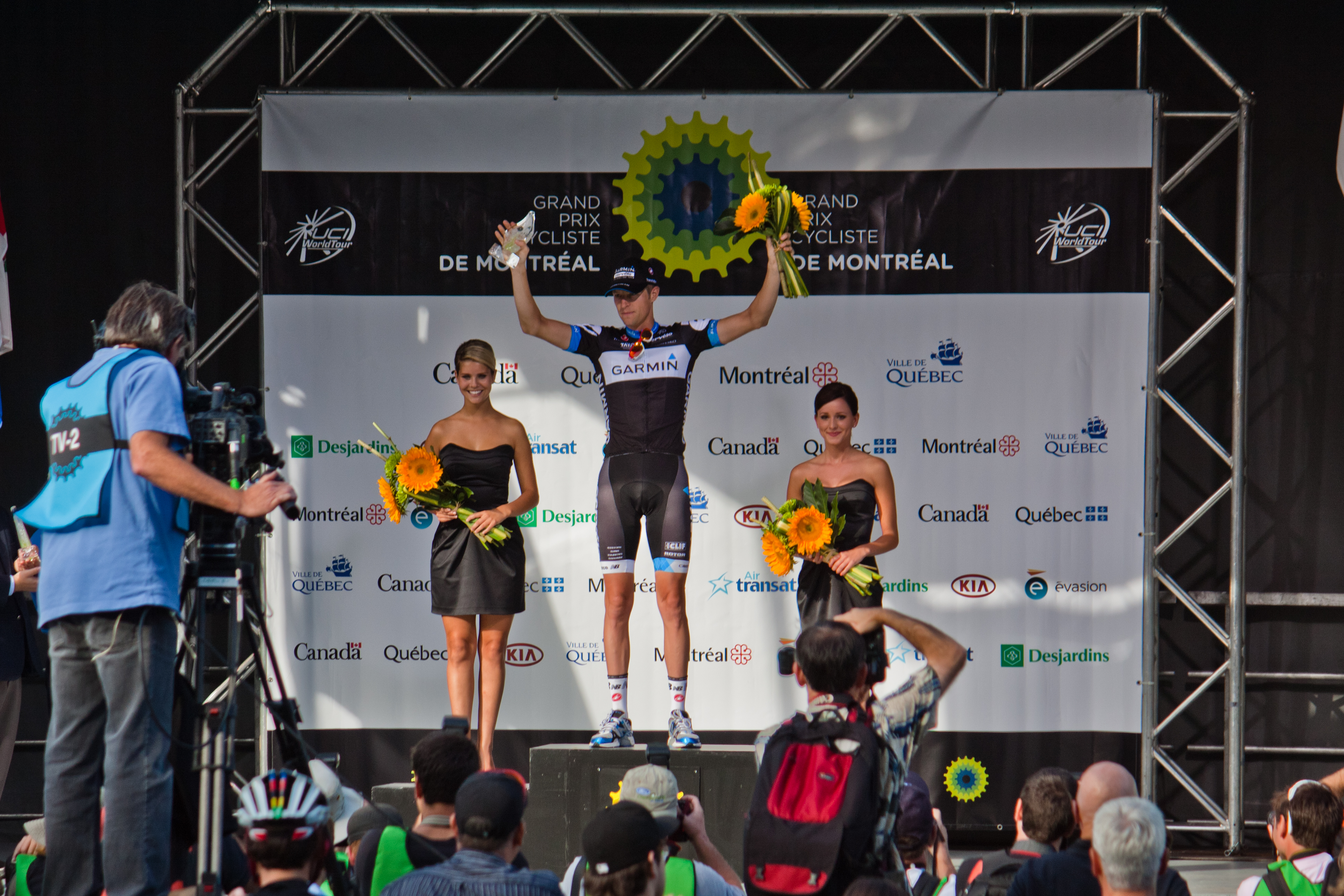
Лучший канадский гонщик Райдер Хешедаль

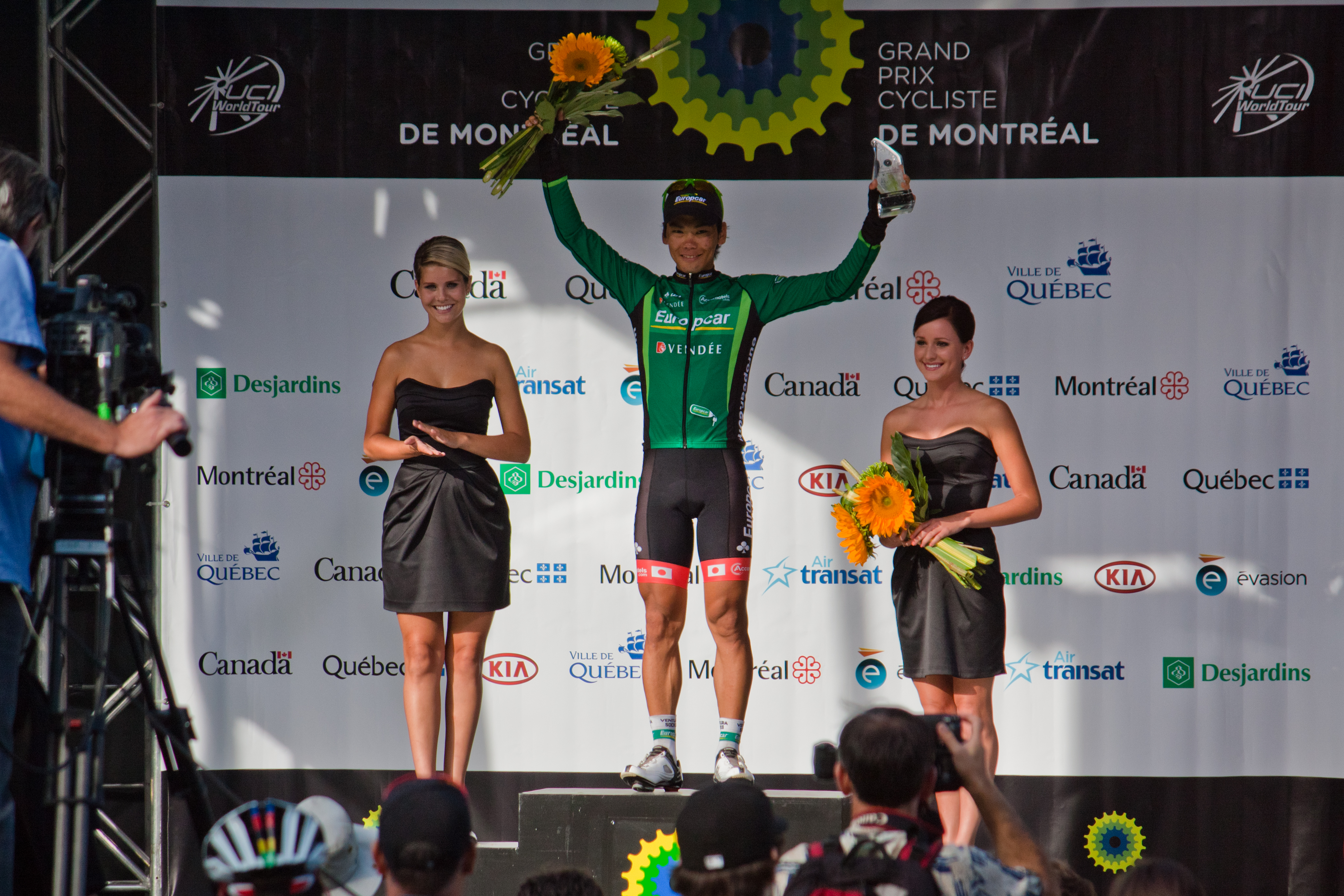
Победитель бойцовской номинации японец Юкия Арасиро

Главный подъём находился в начале круга, за последние полкилометра гонщики также поднимались на 20 метров. За 7 с половиной километров до финиша, когда в первой группе пелотона оставалось более 20 гонщиков, в атаку пошли Руй Кошта, Пьеррик Федриго и Стефан Денифль. Партнёры Федриго по «FDJ» вышли в голову группы для уменьшения темпа, её догнал второй, более многочисленный осколок пелотона. Отрыв получил преимущество в 15 секунд, в пелотоне на смену выходили Роберт Гесинк и Самуэль Санчес, однако остальные не решались поддерживать их усилия. За километр до финиша в отрыве начались спринтерские игры, затем Денифль всё же решил включиться в работу. С началом финального подъёма атака Филиппа Жильбера растянула пелотон, который вскоре лопнул. В финишном спринте Кошта опередил носатого француза, Денифль пропустил Жильбера и его партёра по «Omega Pharma-Lotto» Юргена Руландтса.

## Результаты
| \| Генеральная классификация \| Генеральная классификация \| Генеральная классификация \| Генеральная классификация \| Генеральная классификация \| \| Гонщик \| Гонщик \| Команда \| Время \| \| \| ------------------------- \| ------------------------- \| ------------------------- \| ------------------------- \| ------------------------- \| \| 1-й \| Руй Кошта \| Movistar Team \| 5ч 20' 18 \| \| \| 2-й \| Пьеррик Федриго \| FDJ \| + 0 \| \| \| 3-й \| Филипп Жильбер \| Omega Pharma-Lotto \| + 2 \| \| \| 4-й \| Юрген Руландтс \| Omega Pharma-Lotto \| + 2 \| \| \| 5-й \| Штефан Денифль \| Leopard-Trek \| + 2 \| \| \| 6-й \| Даниэле Пьетрополли \| Lampre-ISD \| + 4 \| \| \| 7-й \| Марко Маркато \| Vacansoleil-DCM \| + 4 \| \| \| 8-й \| Артур Вишо \| FDJ \| + 4 \| \| \| 9-й \| Ринальдо Ночентини \| AG2R La Mondiale \| + 4 \| \| \| 10-й \| Фабиан Вегман \| Leopard-Trek \| + 4 \| \| |                     |                    |           |
| |                     |                    |           |
| Источник: ProCyclingStats |                     |                    |           |
| Генеральная классификация |                     |                    |           |
| Гонщик | Гонщик              | Команда            | Время     |
| 1-й | Руй Кошта           | Movistar Team      | 5ч 20' 18 |
| 2-й | Пьеррик Федриго     | FDJ                | + 0       |
| 3-й | Филипп Жильбер      | Omega Pharma-Lotto | + 2       |
| 4-й | Юрген Руландтс      | Omega Pharma-Lotto | + 2       |
| 5-й | Штефан Денифль      | Leopard-Trek       | + 2       |
| 6-й | Даниэле Пьетрополли | Lampre-ISD         | + 4       |
| 7-й | Марко Маркато       | Vacansoleil-DCM    | + 4       |
| 8-й | Артур Вишо          | FDJ                | + 4       |
| 9-й | Ринальдо Ночентини  | AG2R La Mondiale   | + 4       |
| 10-й | Фабиан Вегман       | Leopard-Trek       | + 4       |